# Angerville-Bailleul
Angerville-Bailleul è un comune francese di 216 abitanti situato nel dipartimento della Senna Marittima nella regione della Normandia.

## Società

### Evoluzione demografica
Abitanti censiti